# Славковые танагры
Славковые танагры (лат. Hemithraupis) — род птиц из семейства танагровых (Thraupidae). В состав рода включают три вида:
- Гуирская славковая танагра (Hemithraupis guira) живёт на территории Венесуэлы, Гайаны, Французской Гвианы,Бразилии, Аргентины, Колумбии, Парагвая, Эквадора, Боливии и Перу.
- Желтопоясничная славковая танагра (Hemithraupis flavicollis) обитает на территории Панамы, Колумбии, Эквадора, Перу, Венесуэлы, Бразилии, Суринама, Французской Гвианы, Гайаны.
- Красноголовая славковая танагра (Hemithraupis ruficapilla) обитает на востоке и юго-востоке Бразилии.

Длина тела этих птиц составляет 13 см, масса — от 9,5 до 14 г. Обитают в городских местностях, субтропических и тропических затопляемых, засушливых, низменных влажных и сильно деградированных лесах, на высоте от 11,5 до 1350 метров над уровнем моря.